# 越南—海地關係
越南－海地關係亦称海地－越南關係（法語：Relations entre Haïti et Viêtnam），是指越南社會主義共和國與海地共和國兩國的雙邊關係。兩國均為不結盟運動、77國集團、法文國家及地區國際組織成員國。

## 政治交流
海地和越南均曾經為法蘭西殖民帝國的一部分，直至兩國分別於1804年、1945年脫離法國獨立。但冷戰時期的海地奉行反共主義，在經濟和政治上都與美國為首的西方集團國家保持著強烈的聯繫，與当时的北越甚少往來。海地则于1974年10月承认越南共和国并建交，不到一年便因南越灭亡而终止。:5
冷戰結束後，海地於1997年9月26日與越南建交。
2010年1月12日海地發生大地震後，越南國家主席阮明哲、政府副總理兼外交部長范家謙向海地領導人致慰問電，越南政府通過越南紅十字會向海地提供15萬美元的援助，但並未派遣國際救援隊前往海地救災。
2013年12月，海地在越南首都河內開設大使館並派駐臨時代辦，該大使館是海地在亞太地區僅有的三個大使館之一（另外两个为海地驻中华民国大使馆和海地驻日本大使馆）。而越南尚未在海地开设大使馆，对海地的相关事务由越南駐古巴大使館兼轄。
2021年，海地再次发生强烈地震，造成大规模伤亡，越南政府总理范明政为此向海地总理阿里埃尔·亨利致慰问电。

### 高層互訪
越南访海地
- 政府總理阮晉勇 (2014年) [7]

海地访越南
- 政府總理洛朗·拉莫特（英语：Laurent Lamothe） (2012年)
- 參議院議長尤里·拉托爾蒂（英语：Youri Latortue） (2017年) [8]

## 经贸合作关系
2012年雙邊貿易額達4200萬美元。越南工商部與海地經濟和財政部於2012年12月簽署了大米貿易備忘錄，越南農業與農村發展部亦與海地農業部亦於同年簽署了合作備忘錄。越南軍用電子電信亦與海地政府建立了聯營體的電信合作項目。

## 旅遊

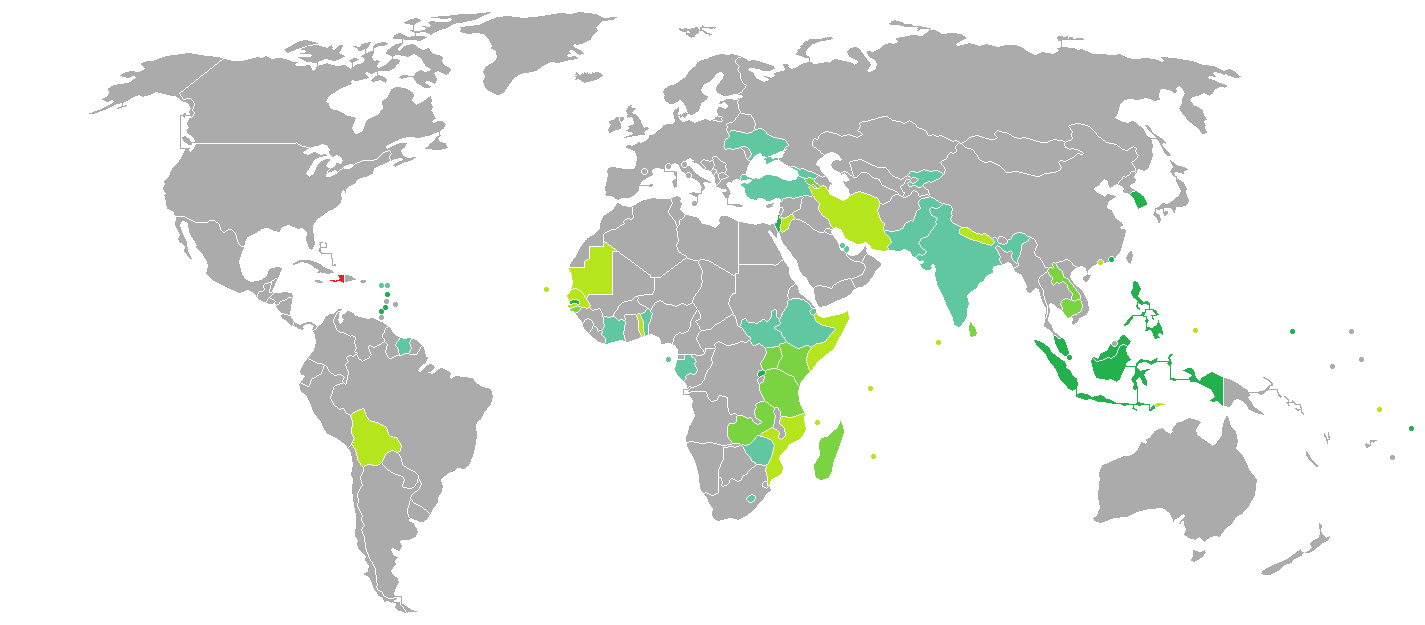
持海地護照的海地公民必須申請簽證方可入境越南。

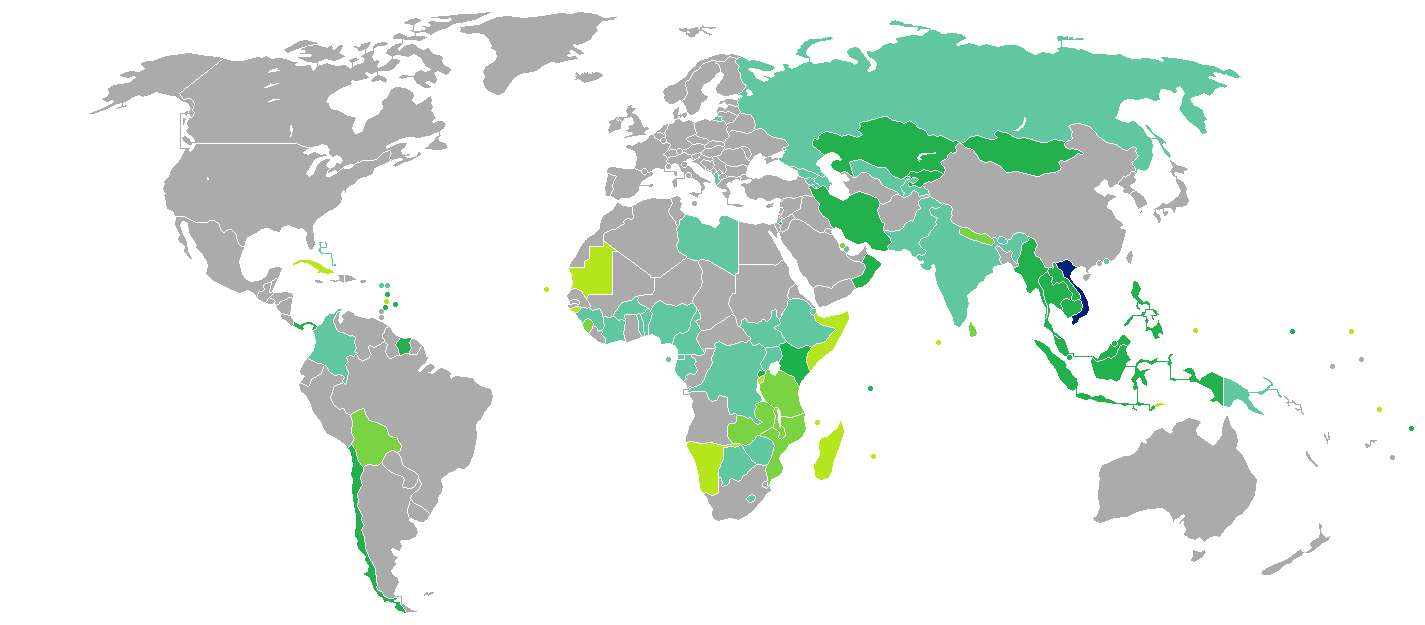
持越南護照的越南公民必須申請簽證方可入境海地。

### 簽證
參見：海地簽證政策和海地公民簽證要求
以及：越南簽證政策和越南公民簽證要求
兩國公民皆須申請簽證方可入境對方國家。持有海地護照的海地公民若只前往富国岛，可在岛上免签证停留30天。旅客必须从第三国直达富国岛或从河内机场或胡志明市机场办理完清关手续后前往国内航站楼办理手续。
海地僅對8個國家的公民要求提前申請簽證，其中包括越南公民，但只要持有有效的美國、加拿大或申根簽證或居留許可，則可以免簽證入境海地3個月，並在抵達時支付10美元的旅遊費。

## 文化交流
2014年，海地首次参加了在越南河内举行的拉丁美洲电影周，电影《杜桑》首次在越南上映，2017年，海地再次参加了越南拉丁美洲电影周。

## 外部連結
- 越南駐古巴大使館官方網站 （页面存档备份，存于）